# クーフィーヤ

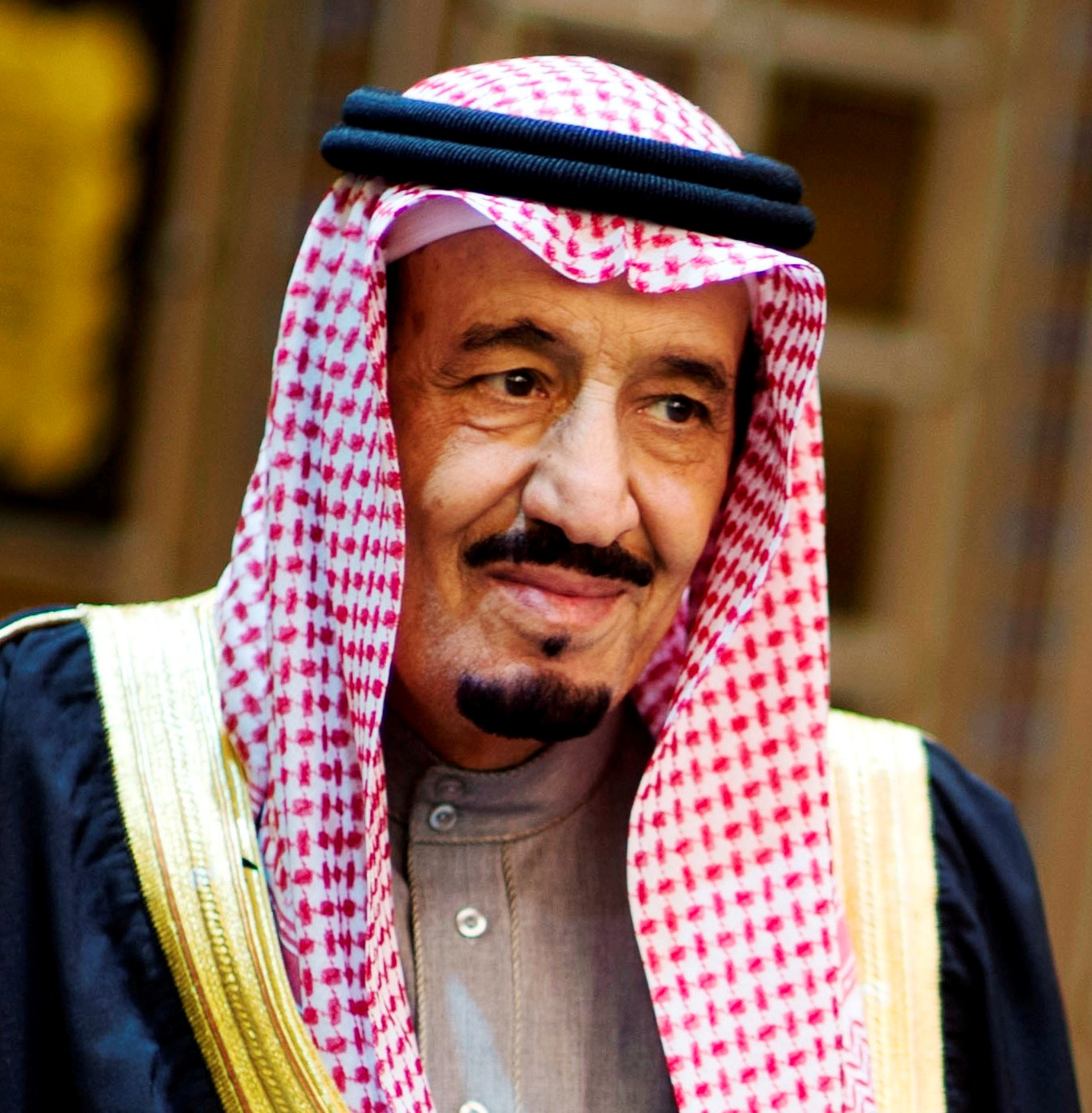
赤白シュマーグ（サウジアラビア国王）

クーフィーヤ (アラビア語: كُوفِيَّة, kūfīya ないしは kūfīyah) は、アラビア半島社会で男性が頭にかぶる装身具、頭巾。文語アラビア語では頭巾全般を指すが、現代アラブ世界の日常生活ではクーフィーヤはパレスチナの白黒頭巾を指すことが一般的である。

## 名称
アラブ世界で着用される頭巾には地域によって名称が異なり
- シュマーグ （شماغ, shmāgh *口語発音のためsh直後に母音がつかない）[2] ：アラビア半島など、赤-白、黒-白、白-白などがある。
- ヤシュマーグ（يشماغ, yashmāgh）[3]：シュマーグの発音・表記バリエーション
- ヤシュマグ（يشمغ, yashmagh）：シュマーグの発音・表記バリエーション

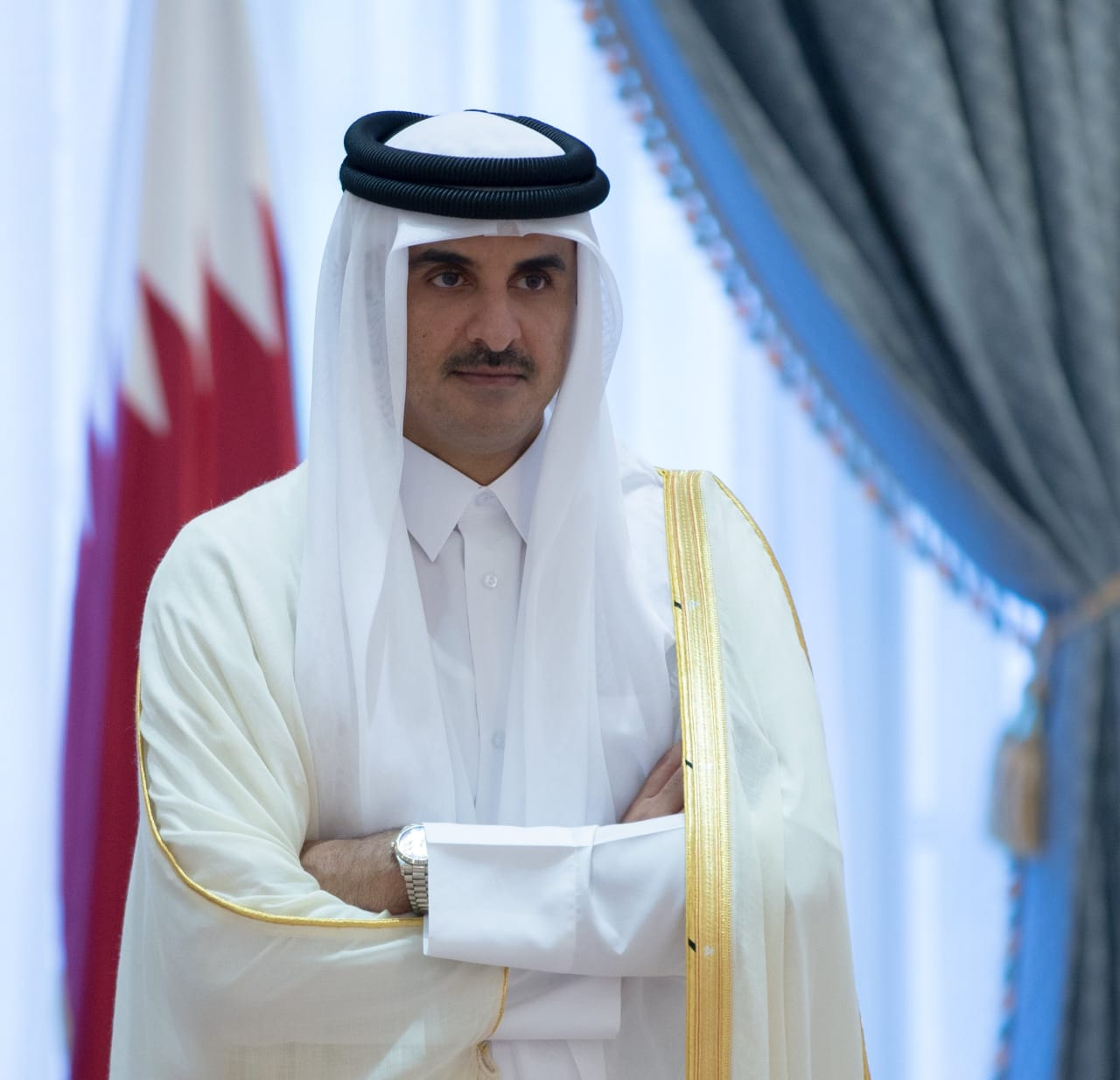
白色頭巾グトラ/グトゥラ/ギトラ（カタール首長）

- 白色頭巾グトラ/グトゥラ/ギトラ（カタール首長）チュマーグ（چماغ/جماغ, chumāgh）[4]：シュマーグのイラクなどにおける発音・表記バリエーション
- グトラ(/グトゥラ、غُترَة, ghutra ないしは ghutrah。クウェートなどでの口語発音はギトラ, ghitra / ghiṭra等。日本ではゴトラと表記されていることも多い。）[5]：アラビア半島の特に湾岸地方で着用される白のみといった一色の頭巾を指すことが一般的。
- スィマーダ（صمادة, ṣimāda）：アラビア半島のベドウィンが巻いたり垂らしたりして着用してきた伝統的頭巾の名称[6]でグトラ(/グトゥラ/ギトラ/ゴトラ）の別称・遊牧民名称[7]
- ハッタ（حَطّة, ḥaṭṭa ないしは ḥaṭṭah）[8]：レバント（レヴァント）地域におけるクーフィーヤ[9][10]の別称
- カダーダ（قضاضة, qaḍāḍa ないしは qaḍāḍah）：レバント（レヴァント）地域におけるクーフィーヤ[9]の別称

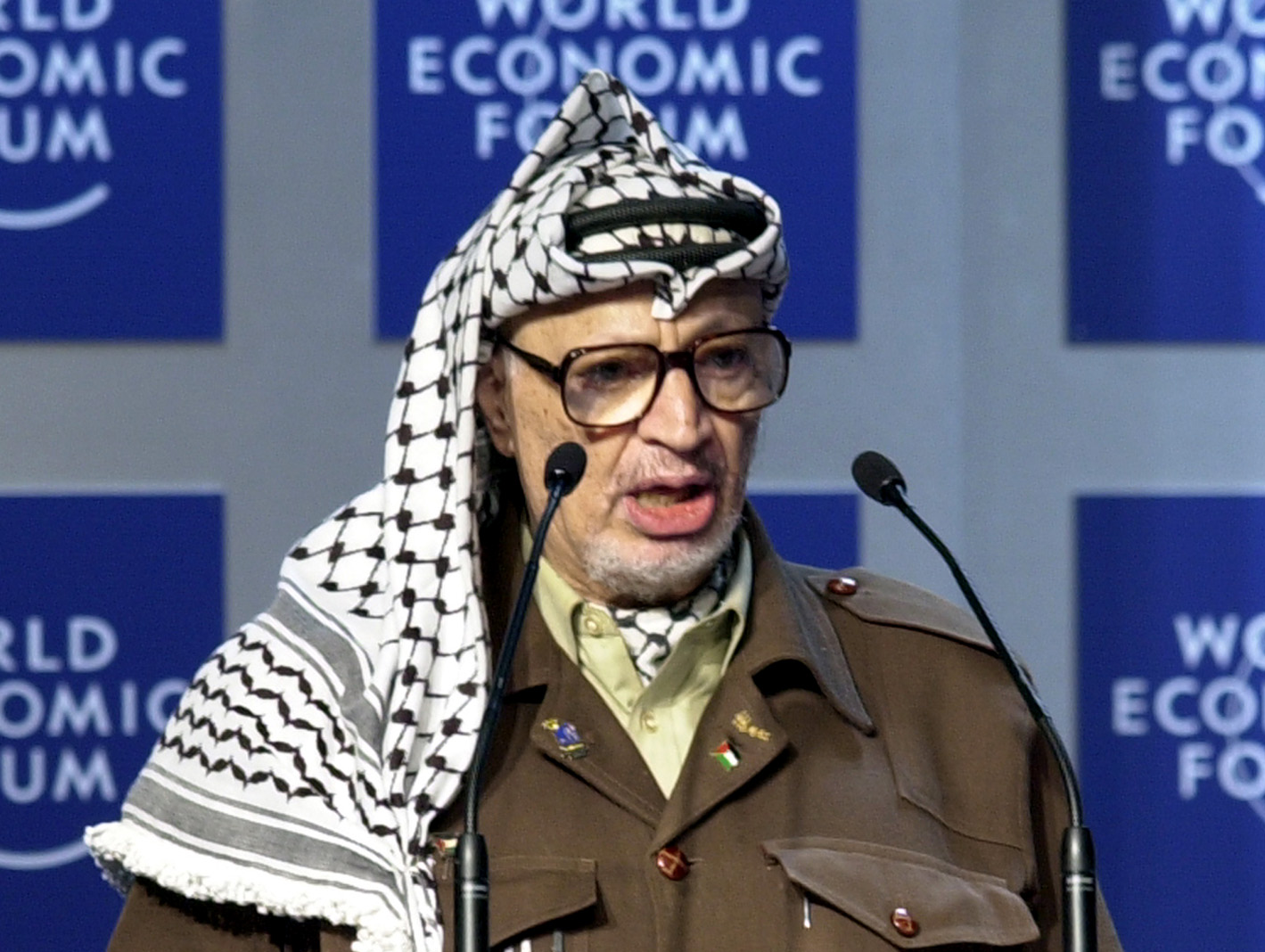
パレスチナ式クーフィーヤ（ヤーセル・アラファート）

- パレスチナ式クーフィーヤ（ヤーセル・アラファート）マフラマ（محرمة, maḥrama ないしは maḥramah）[11]：レバント（レヴァント）地域における女性用大判スカーフ[12]や男性用頭巾の別称
- マシャッダ（مَشَدَّة, mashadda ないしは mashaddah）[13]：イエメン人男性が頭に巻いている頭巾[14]
- スマータ（سُماطة, sumāṭa ないしは sumāṭah）[15]：イエメン人男性が頭に巻いている頭巾でصماطةとも[14]
- シャール（شال, shāl）[16]:女性用も含めたスカーフやショールを指すが、男性用としてはイエメンやオマーンで頭に巻いたり垂らしたりする柄入りのスカーフタイプ頭巾を指す。

などがある。

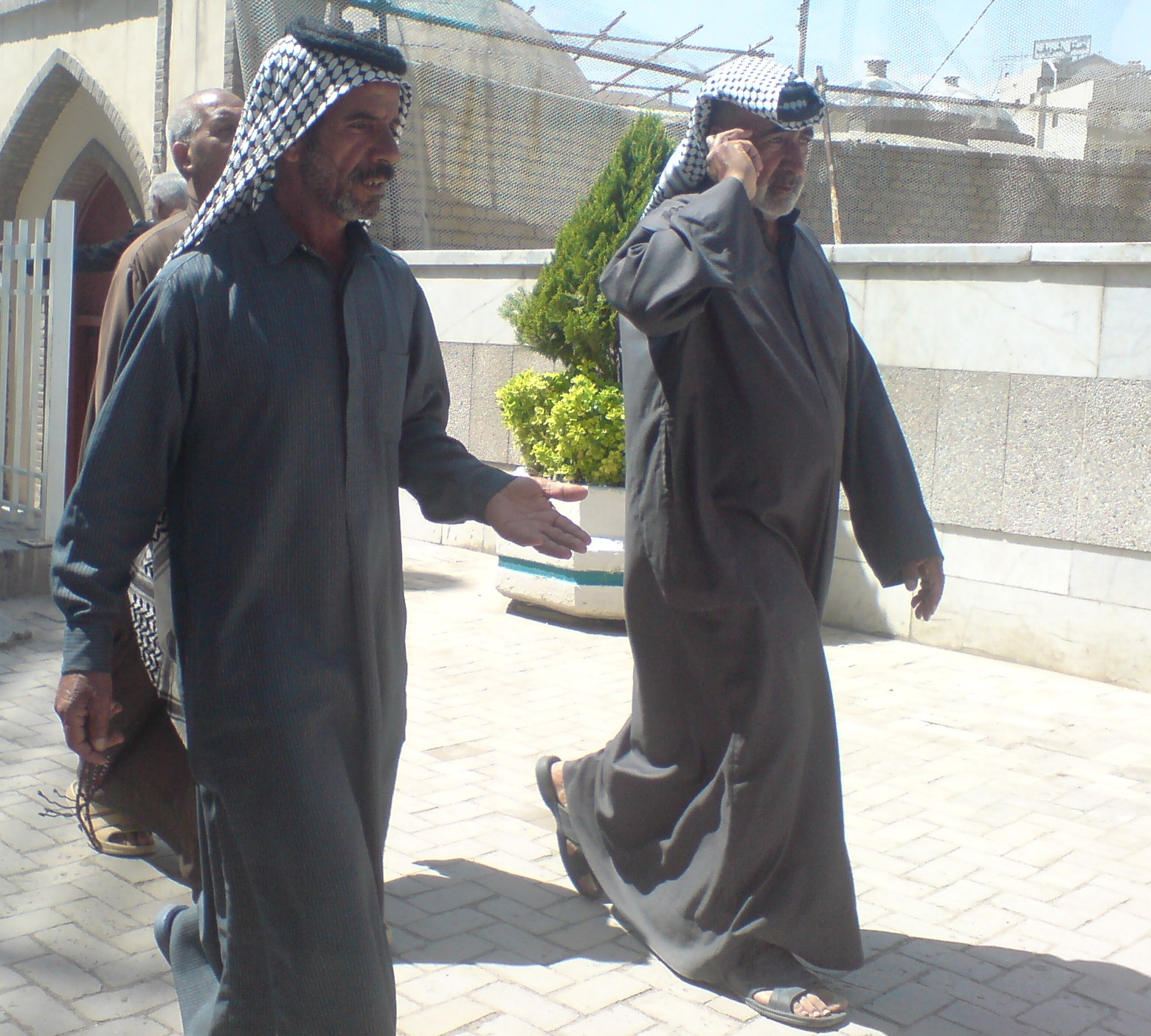
イラク式黒白シュマーグ

大体の目安としては、シュマーグはレヴァント地方・イラク・アラビア半島、グトラ（グトゥラ/ゴトラ/ギトラ）はアラビア半島の湾岸諸国、ハッタはレヴァント地方、クーフィーヤはパレスチナと覚えておいて差し支えない。
シュマーグとグトラが混在しているようなサウジアラビアの場合、シュマーグは白地に赤模様もしくは黒模様がついているものを指し、グトラ（口語発音はゴトラやギトラ）は白のみで模様が無い物を指す。白地にシュマーグと同じ白い模様が入っているものは白色シュマーグ、ホワイト・シュマーグのように呼ばれるが、真っ白なグトラと混同してグトラと呼ばれることもある。また頭巾という意味でグトラを主に使っている地域では白赤の頭巾もシュマーグではなくグトラと呼ぶことがあり、その区別が厳然としていないケースもしばしば見られる。
クルド語ではジェメダニー（cemedanî）、ペルシャ語ではチャフィイェ（چَفیِه, chafiye）。イラクやクウェートのようにペルシア語と同じチャフィーヤ（چفيهもしくはجفيه, chafīya）が使われる地域もある。
英語では keffiyeh/kaffiyeh ともローマ字表記され、英語発音経由で日本語化されたカフィエとなどとカタカナ表記されることもある。

## 概要
クーフィーヤは綿製のことが多く、毛製はشال（シャール,shāl。ショールの意。）などと違う名前で呼ばれ区別されることもある。織りを地元で行うことはしばしば行われているが、アラブの頭巾類は布地が海外製（ヨーロッパ、日本、アジア諸国）であることが多く地元で織っている場合も材料となる糸は輸入しているのが普通である。男性服同様日本製のシェアが高い分野となっている。毛製のショール類はインドやパキスタン方面原産であることが多い。
レヴァント地方・イラク・アラビア半島の多くの地域では、縦横百数十センチ程度の正方形の布を対角線で１度折って二等辺三角形にし、底辺側を前にして被った上にイカール（アラビア語の口語発音は一般的にイガール）と呼ばれるヤギの毛や化繊で作ったロープ状の輪をはめるのがポピュラーなスタイルである。イエメンではかつてイカール（イガール）を使用する部族民らがいたが次第に廃れ、現在では頭に巻き付けるスタイルが主流である。
ずれるのを防ぐため通常ターキーヤ（内帽、たいていは綿製キャップ）もしくは名称が異なるものの同様の機能を持つキャップを下にかぶることが多い。
湾岸諸国では頭巾のひだや折り目が個性を出す上で重要な要素とされており、裾をどこにどうやって流したりかけたりするかに多大な注意を払う男性も少なくない。湾岸諸国では年齢・職業に合わせた数々のスタイルが存在しそれぞれに名前がついている。騎士（ファーリス）やゲリラ闘士のように覆面風にする巻き方もある。ゲリラ闘士やテロリストの覆面風スタイルは顔を隠し身元がばれないようにするために始めたものであった。
クーフィーヤは頭にかぶる頭巾であることからターバンと混同されることが多いが、アラビア語ではターバン形状の物をイマーマ（アラビア語：عمامة）と呼び区別する。ターバンが頭の上で巻いて固まっているのに対してクーフィーヤは首の後ろまで布が垂れていたり裾を肩周りにかけるなどして頭部全体を覆う。ただしアラブ首長国連邦のようにターバン状に巻き上げるスタイルでも、赤白模様で元々イガールと組み合わせる用に作られた布地であればターバンという意味のイマーマではなくシュマーグと呼ばれたりもする。
模様は様々であるが網目状・麦穂状・ジグザグなどがあり、シュメール時代に豊漁や豊穣を願ってつけた頭巾の模様が起源だという説がある。メーカーはシーズンごとに素材やデザインを新調し◯◯年モデルとして発売、販促を行うなどする。
なおクーフィーヤは主に男性用であり、アラブ人イスラーム教徒女性はヒジャーブ（民族衣装としてはそれ以外のヴェールやスカーフ類も各種存在する）を頭部に着けるなどする。

## 非イスラム圏への浸透
2001年に始まった対テロ戦争以降において、イスラム過激派（アルカーイダ、ISIL）メンバー達の影響から、クーフィーヤを首や顔に巻く米軍ほか多国籍軍の兵士や民間軍事会社オペレーターが多数見られるようになった。彼ら兵士達が本国に帰還するとそれがアメリカや先進国本土にも伝わり、アフガンストールという名前で若者層のファッションアイテムとしても使われるようになった。
現在ではファッションアイテムとして本来のアラブ風の模様や色をアレンジした製品や、ブランド製の高価な商品なども見られるようになっている。

## ギャラリー

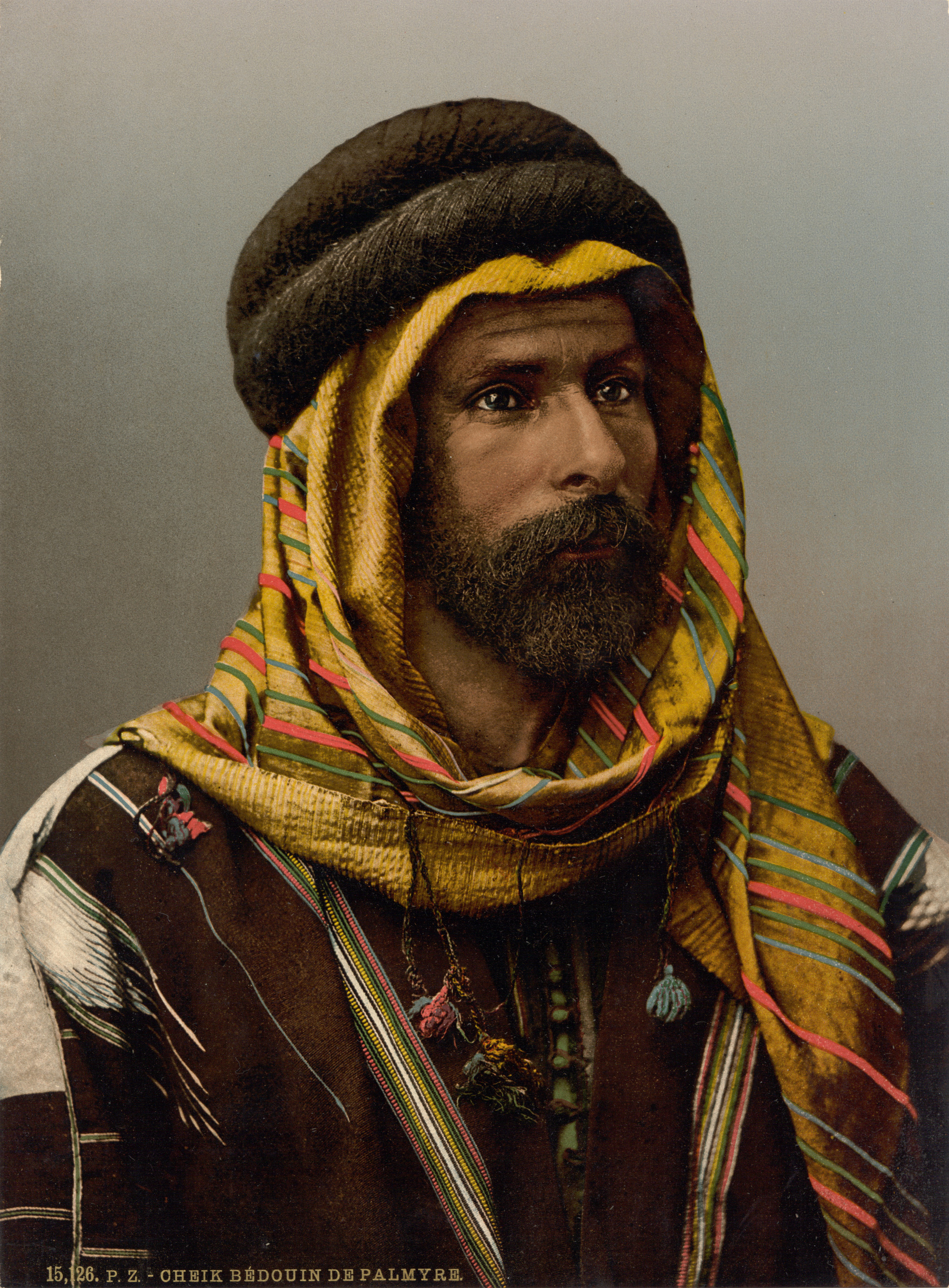
1890～1900年頃のシリアの遊牧民
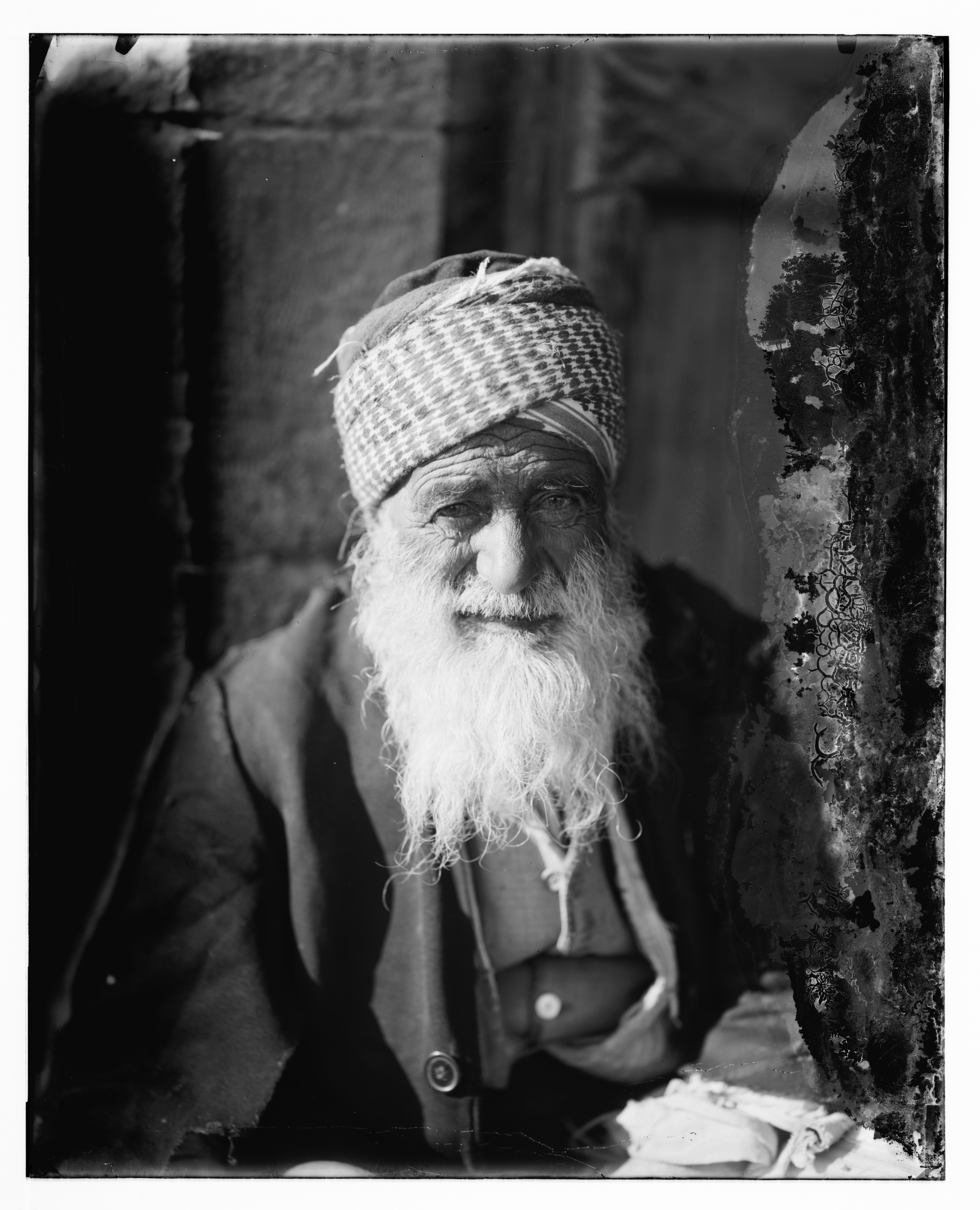
イエメン・ユダヤ人(1914年)。
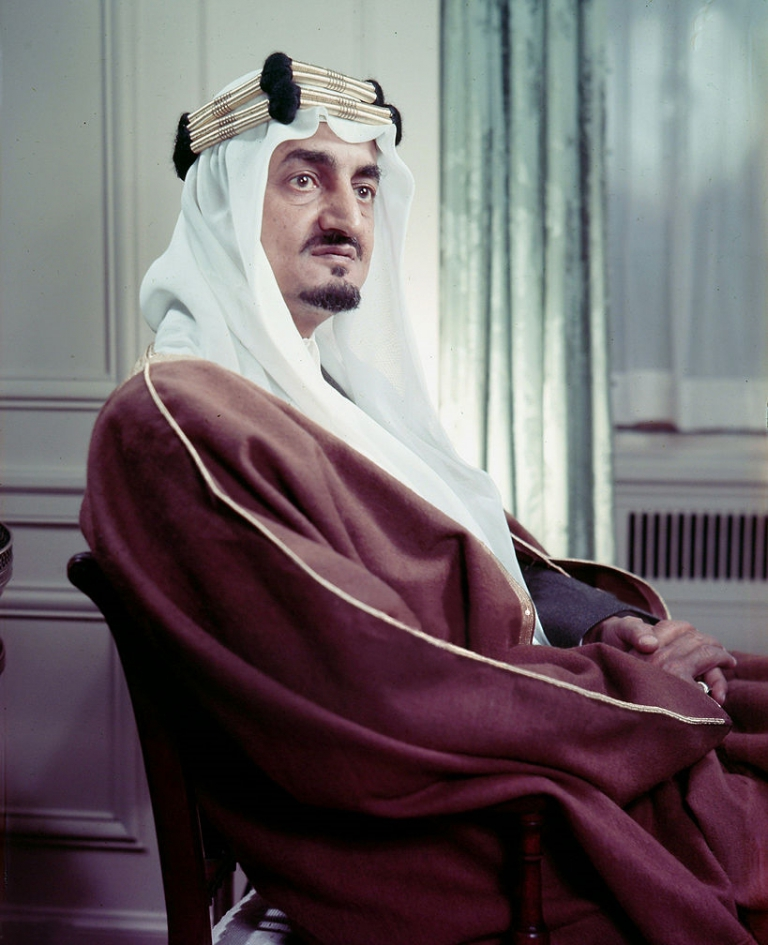
ファイサル (サウジアラビア王)の王侯スタイル
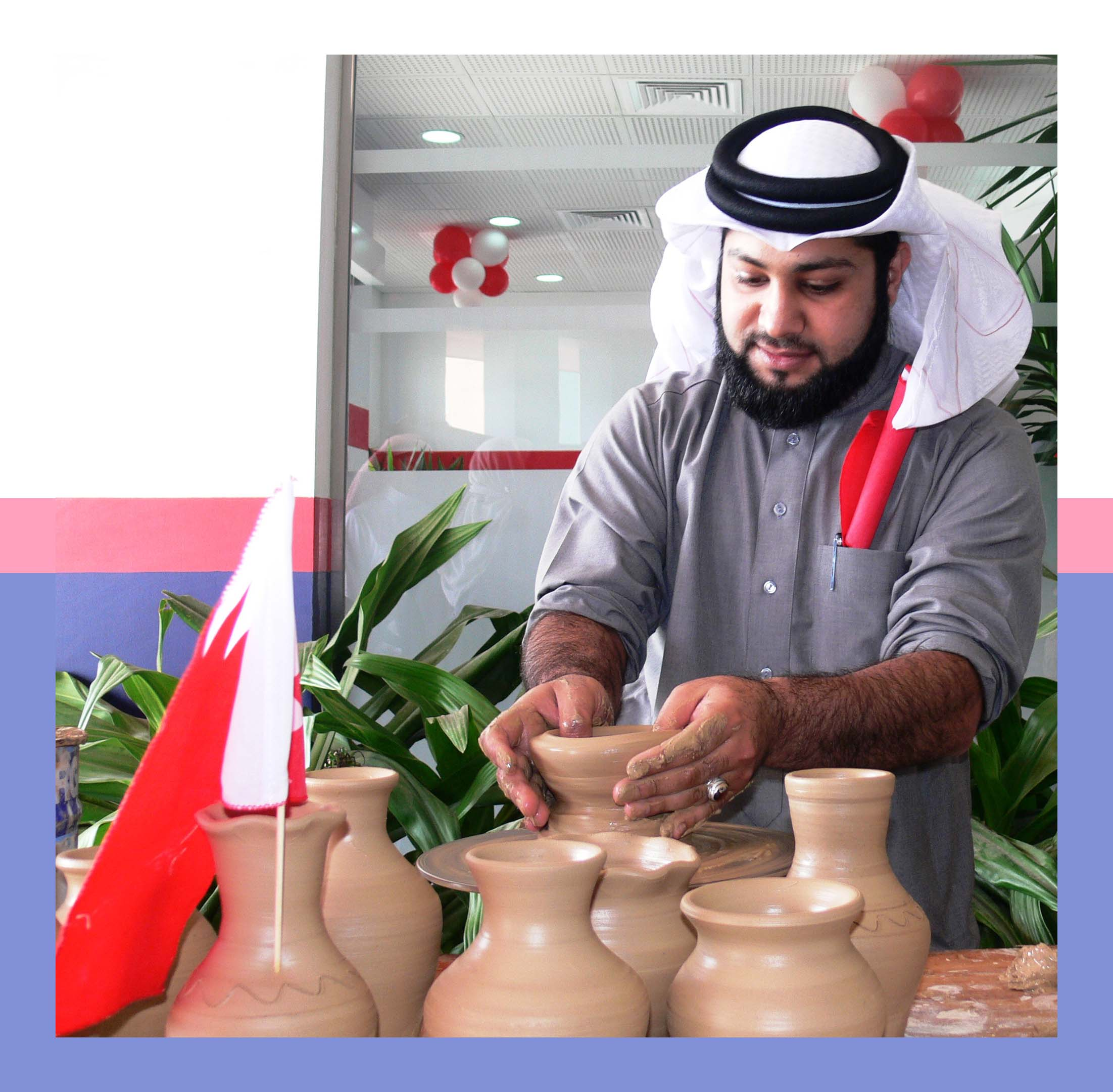
白色シュマーグを着用しているバーレーンの陶器職人
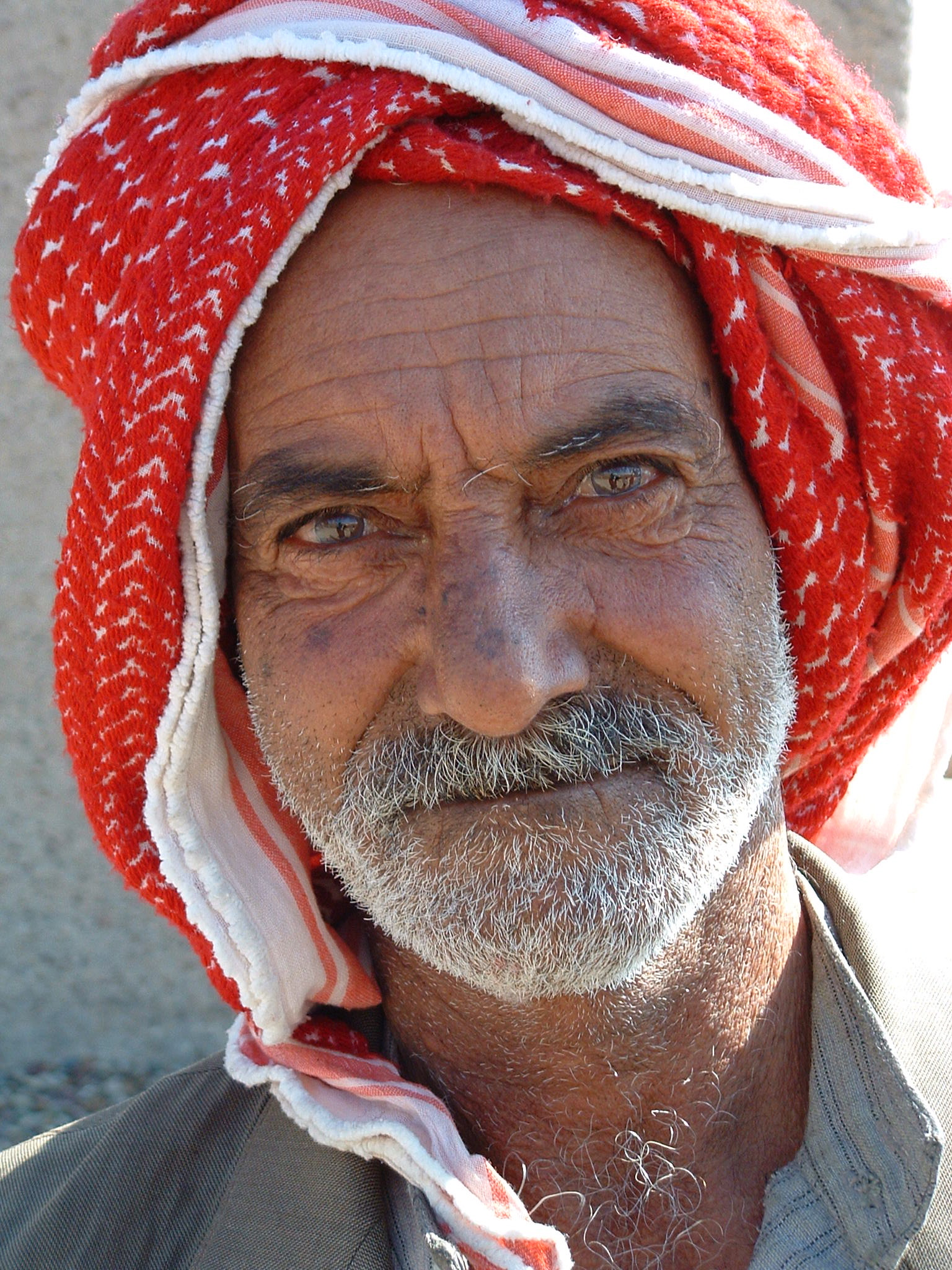
イラク人男性
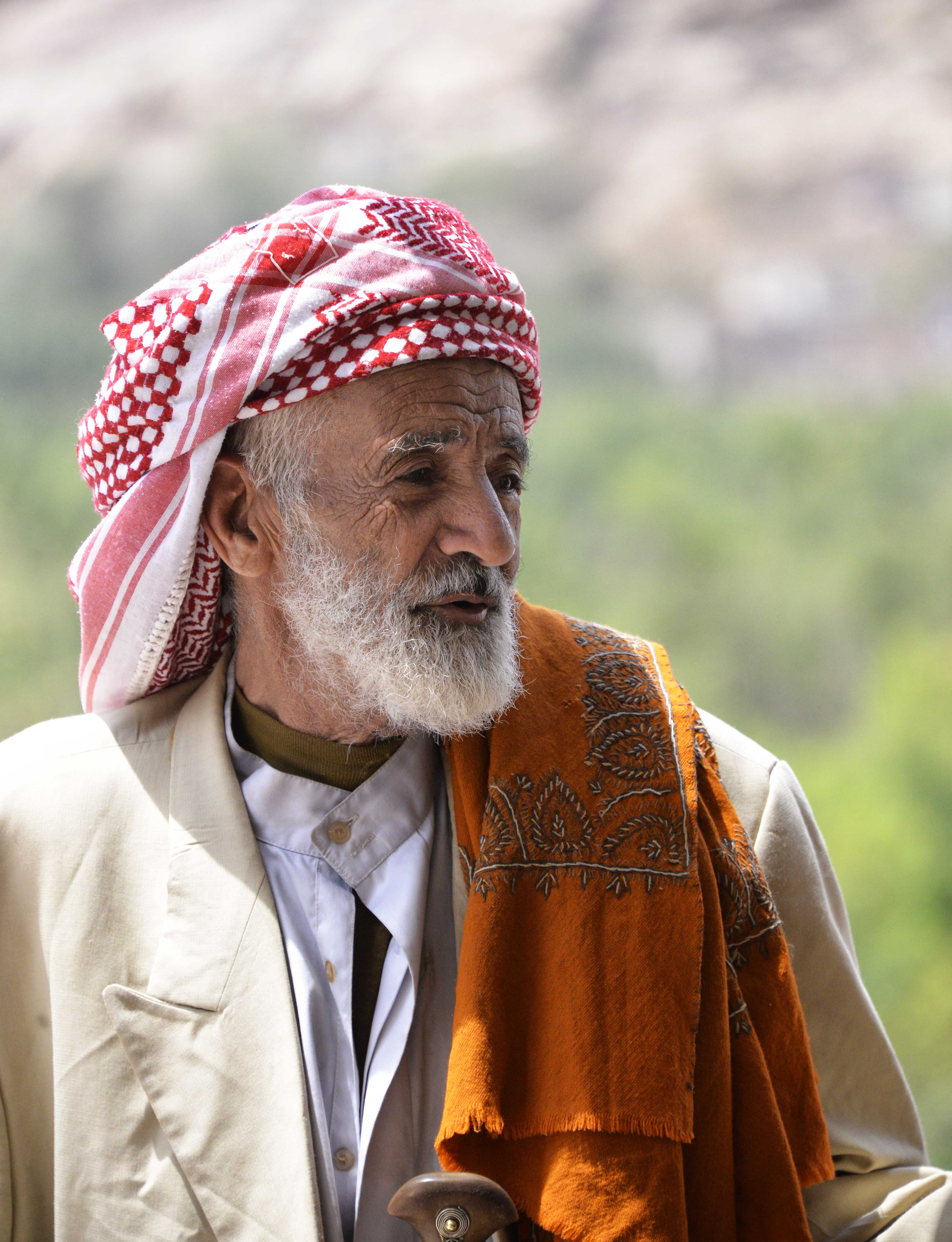
マシャッダを巻いているイエメン人
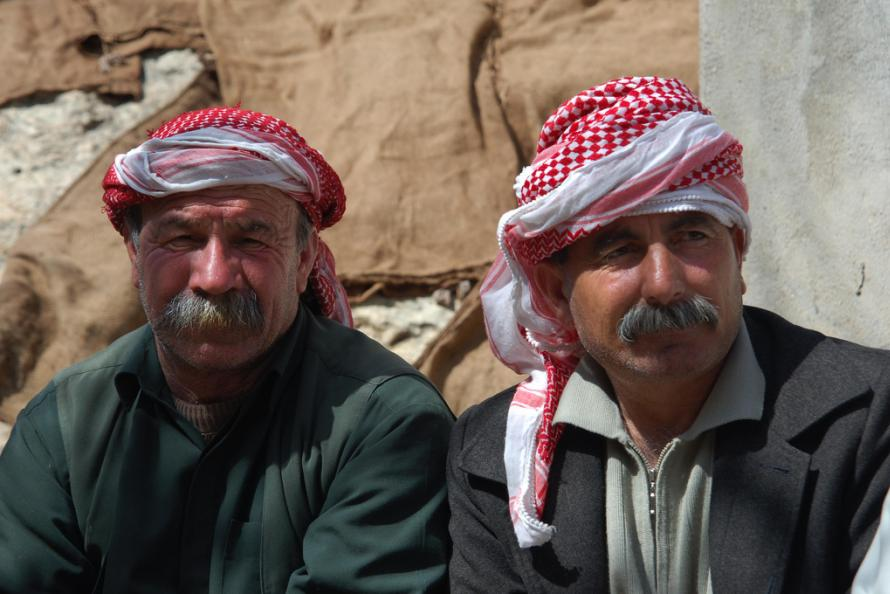
ジェメダニーを巻いているクルド人
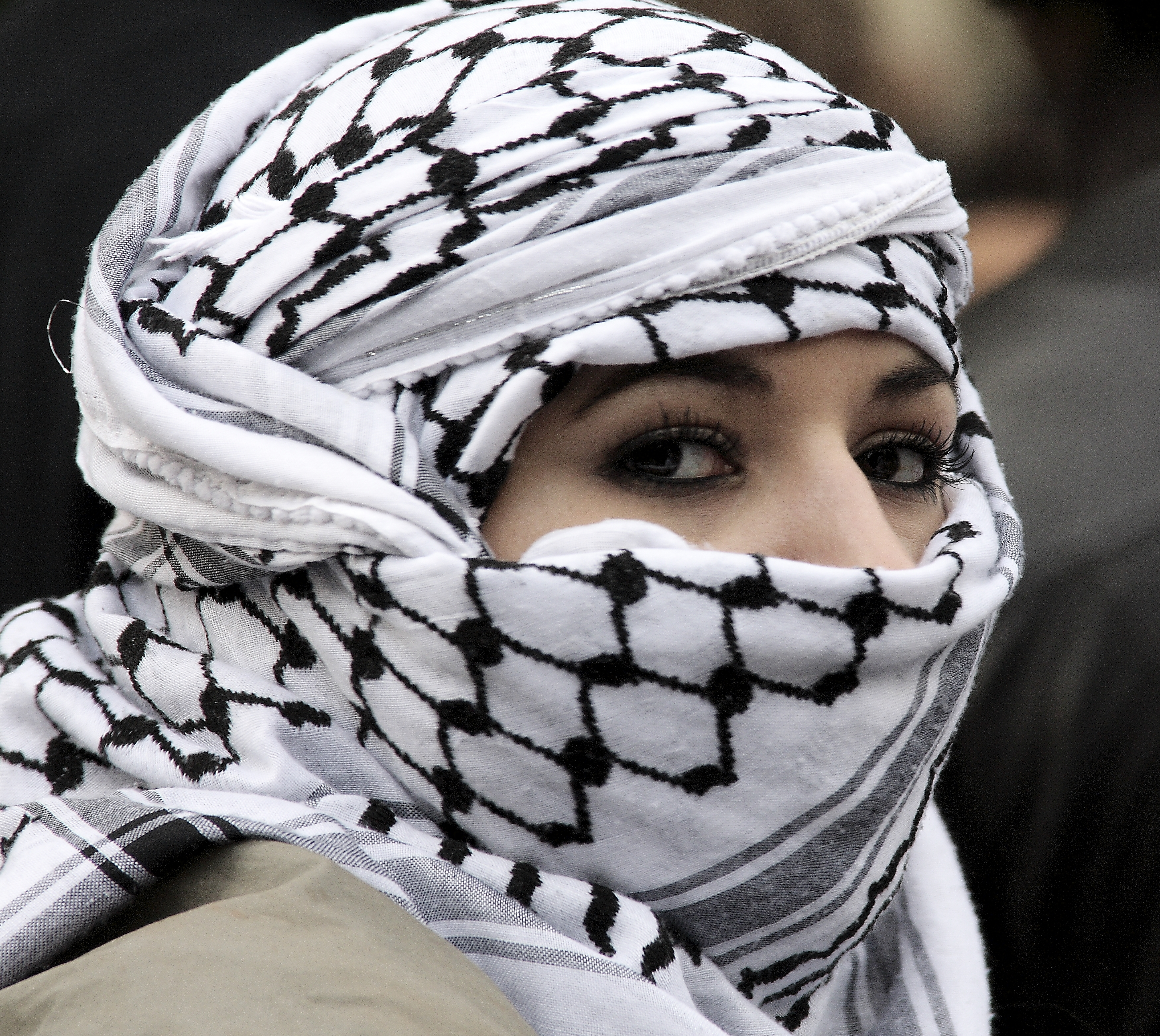
ファッションやパレスチナ連帯シンボルとしてのクーフィーヤ（パリのシャンゼリゼ通り）